# Ariel Henry
Ariel Henry (Puerto Principe, 6 de noviembre de 1949) es un neurocirujano y político haitiano que se desempeñó como presidente interino y primer ministro de Haití de 2021 a 2024, asumió los cargos tras el asesinato del presidente Jovenel Moïse. Anteriormente se desempeñó como Ministro del Interior y Comunidades Territoriales. El 5 de julio de 2021 fue seleccionado para ser primer ministro de Haití. Dos días después, el presidente Jovenel Moïse fue asesinado, lo que paralizó la transición del poder. Tras varios días en lo que la sucesión legal a la presidencia no estuvo clara, asumió interinamente como presidente el 20 de julio de 2021. Henry es miembro de Inite, un partido de centro izquierda.
El 11 de marzo de 2024, Henry anunció que dimitirá de su cargo hasta que se forme un consejo presidencial de transición. El 25 de abril presentó su renuncia en una carta firmada el día anterior en Los Ángeles. El gabinete saliente de Henry nombró al ministro de Economía y Finanzas, Michel Patrick Boisvert, como primer ministro interino.

## Primeros años y educación
Henry nació el 6 de noviembre de 1949 en Puerto Príncipe en el seno de una familia originaria del departamento de Artibonite. Henry se desempeñó como residente en neurocirugía con el profesor Claude Gros en la ciudad francesa de Montpellier, de marzo de 1977 a diciembre de 1981. Estudió neurofisiología y neuropatología en la facultad de medicina de la Universidad de Montpellier de 1981 a 1984, y presentó su tesis doctoral en enero de 1982. También recibió un certificado en electroencefalografía de la Universidad de Montpellier en septiembre de 1983.
En 1989 completó su Maestría en Salud Pública en salud internacional de la Universidad de Loma Linda y sus estudios postdoctorales en métodos de gestión de salud internacional en la Universidad de Boston de febrero a mayo de 1990.

## Carrera profesional

### Medicina
Henry fue profesor en la Escuela Privada de Enfermería de Montpellier desde septiembre de 1980 hasta junio de 1981. Desde enero de 1982 hasta diciembre de 1983 trabajó como asistente de neurocirugía del profesor Claude Gros en el hospital universitario Gui de Chauliac en Montpellier. También se desempeñó como asistente del profesor Philippe Frèrebeau en el mismo hospital desde octubre de 1983 hasta febrero de 1985, y fue empleado como profesor asistente durante su tiempo allí. Posteriormente se desempeñó como administrador del Hospital Adventista de Haití desde marzo de 1985 hasta junio de 1987.
Henry trabajó como neurocirujano en el Hospital de la Universidad Estatal de Haití de 1987 a 1996, mientras también se desempeñaba como profesor de neurocirugía en el hospital de octubre de 1985 a febrero de 1995 y profesor de psicofisiología en la facultad de ciencias humanas de la universidad de noviembre de 1988 a junio de 1996. Es profesor de neurología en la facultad de medicina de la universidad desde octubre de 1990.
Desde diciembre de 1987 hasta enero de 2010, fue consultor en neurocirugía y neurología en el Centro de San Vicente para Niños Discapacitados en Puerto Príncipe, la capital de Haití.
Henry también fue tutor en el programa de "Maestría en Salud Pública" de la Universidad de Loma Linda, que se llevó a cabo fuera del campus, de 1989 a 1991, y profesor de neurología en la Universidad de Quisqueya de octubre de 1999 a enero de 2010. se desempeñó como asesor del Ministro de Salud de Haití de marzo de 1993 a febrero de 1995, así como consultor de la Organización Panamericana de la Salud y la Organización Mundial de la Salud de 1993 a 1996.
Fue director del "Proyecto de Supervivencia Infantil en Áreas Urbanas y Rurales" de la Agencia Adventista de Desarrollo y Recursos Asistenciales de Haití de noviembre de 1985 a febrero de 1992, director del programa "Clínicas de Rehabilitación Nutricional" de enero de 1986 a noviembre de 1989, director adjunto de su programas de 1992 a 1996, y consultor para evaluar su programa "PL-480" en 1998. También fue director de salud de la Iglesia Adventista en Haití, las Antillas francesas y la Guayana Francesa. De 1992 a 1999, se desempeñó como presidente de la junta directiva de la Sociedad Ecuménica de Bienestar.
Henry se ha desempeñado como miembro asociado de la Sociedad Francesa de Neurocirugía desde 1984, miembro del Comité Nacional para Evaluar la Erradicación de la Poliomielitis en Haití desde su creación en marzo de 1990 y jefe del departamento de neurocirugía del Hospital Bernard Mevs desde octubre de 2014. Dirigió la respuesta de salud pública tras el terremoto de Haití de 2010 y el brote de cólera de 2012. El 26 de marzo de 2020 el presidente de Haití, Jovenel Moïse, lo eligió como miembro del comité científico de 17 miembros. Consejo encargado de combatir la pandemia de COVID-19 en el país.

## Vida política
Henry ingresó a la política como líder del movimiento Convergencia Democrática que buscaba derrocar al presidente Jean-Bertrand Aristide, quien fue acusado de manipular las elecciones parlamentarias haitianas de 2000. Él y Micha Gaillard encabezaron la oposición contra el presidente en foros internacionales. Después del golpe de Estado haitiano de 2004 que derrocó a Aristide, Henry pidió un gobierno de transición basado en el consenso y nuevas elecciones. Más tarde se convirtió en parte del "consejo de sabios", que consta de siete miembros. El consejo fue respaldado por los Estados Unidos y los miembros elegidos del gobierno de transición. 
Apoyó a René Préval después de que fue elegido presidente y fue nombrado director general del Ministerio de Salud en junio de 2006. Permaneció en el cargo hasta septiembre de 2008 cuando fue nombrado jefe de gabinete del ministerio de septiembre de 2008 a octubre de 2011. Durante su mandato, se ocupó de las huelgas en el Hospital General de Puerto Príncipe, trabajó junto a los Estados Unidos en la gestión de la respuesta de salud pública después del terremoto de 2010 y simplificó las finanzas del ministerio, lo que permite la financiación estadounidense directa de sus programas. 
Henry es un exmiembro del Partido Socialdemócrata, el Partido Nacionalista Progresista Revolucionario de Haití, que fue fundado por su viejo amigo y mentor político Serge Gilles, Fusion of Haitian Social Democrats and Inite. Fue seleccionado como Ministro del Interior y Comunidades Territoriales en 2015 por el presidente Michel Martelly luego de que este último llegara a un acuerdo con los partidos de oposición luego de las protestas antigubernamentales, muchas de ellas dirigidas por seguidores de Aristide. Henry ocupó el cargo desde el 22 de enero de 2015 hasta el 11 de septiembre de 2015 cuando fue designado como Ministro de Asuntos Sociales y Trabajo por el Primer Ministro Evans Paul y sustituido por Ardouin Zéphirin. Permaneció en el cargo hasta el 28 de marzo de 2016. Después de que Inite anunciara que se retiraría del gobierno de unidad de Martelly el 8 de septiembre de 2015, pidió a Henry que renunciara. Sin embargo, Henry se negó y abandonó el partido.
El 5 de julio de 2021 fue seleccionado como el próximo primer ministro de Haití por el presidente Jovenel Moïse, pero dos días después, Moïse fue asesinado, lo que detuvo la transferencia del poder. En ese momento, el primer ministro Claude Joseph tomó el control del gobierno con el respaldo de los militares y fue reconocido por los Estados Unidos como el legítimo primer ministro. Un grupo de destacados diplomáticos en Haití denominado "Grupo central", que está formado por embajadores en Haití de Brasil, la Unión Europea, Francia, Alemania, España y Estados Unidos, además de representantes en Haití de la Organización de Estados Americanos y Naciones Unidas, llamaron a Henry a asumir la jefatura de Gobierno el próximo 17 de julio. El 19 de julio, Joseph anunció que dejaría el cargo de primer ministro en favor de Henry. 

### Primer ministro de Haití
Henry prestó juramento como primer ministro el 20 de julio de 2021. Durante la ceremonia, hizo un llamado a la unidad y afirmó que priorizará tranquilizar a la gente sobre la restauración del orden y la seguridad en el país. Afirmó el 28 de julio que planeaba celebrar las elecciones tan postergadas tan pronto como fuera posible, y que el gobierno mantendría un diálogo con la sociedad civil sobre qué hacer para el progreso de Haití.
Después de que un terremoto azotara Haití el 14 de agosto, Henry declaró el estado de emergencia por un mes en el país y afirmó que se movilizarán todos los recursos para ayudar a las personas afectadas por el terremoto. Durante un discurso ante el Consejo Permanente de la Organización de los Estados Americanos el 20 de agosto, prometió celebrar elecciones lo antes posible para restaurar la democracia en el país, a pesar de que el país se tambaleaba por la inestabilidad tras el reciente terremoto y el asesinato de Moïse.
El 6 de septiembre Henry describió la reducción del crimen en Haití como una de las principales preocupaciones de su gobierno. Presentó el borrador de una nueva constitución propuesta el 8 de septiembre. Entre sus disposiciones, se otorgan poderes adicionales al presidente, mientras que se suprime el cargo de primer ministro para permitir que las políticas gubernamentales se aprueben más fácilmente. Los funcionarios gubernamentales, ministros y presidentes también pueden ser juzgados ante los tribunales una vez que dejan su cargo.
Henry firmó un acuerdo para un gobierno de transición consensuado con los partidos políticos de la oposición el 11 de septiembre. Según el acuerdo se formará un nuevo Consejo Electoral Provisional que incluirá en su funcionamiento a miembros de la diáspora haitiana. Mientras tanto, el gobierno también acordó realizar un juicio por el escándalo de PetroCaribe; además de realizar investigaciones sobre las masacres ocurridas en La Saline, Bel Air y Delmas 32. El acuerdo contiene disposiciones para el establecimiento de un ejecutivo bicéfalo de Haití, mientras que el país será gobernado por el Consejo de Ministros bajo la dirección de Henry. Permite retrasar las elecciones hasta finales de 2022. Según Henry, más de 169 organizaciones políticas y civiles habían firmado el acuerdo hasta el 12 de septiembre, sin embargo, ha buscado el apoyo de más organizaciones. 
En la 76.ª sesión de la Asamblea General de las Naciones Unidas el 25 de septiembre, Henry habló sobre la reciente expulsión de inmigrantes haitianos por parte de Estados Unidos de su frontera con México y afirmó que si bien no deseaba cuestionar su derecho a expulsar inmigrantes ilegales, la migración continuaría hasta que la desigualdad de riqueza ya no existiera en el mundo. Instó a los países ricos a ayudar a los menos desarrollados a mejorar su nivel de vida más rápidamente para evitarlo y criticó a la Patrulla Fronteriza de Estados Unidos y sus agentes por su conducta al detener a los migrantes haitianos. Henry también afirmó que su gobierno estaba tratando de detener a los asesinos de Moïse y pidió "asistencia legal mutua" ante la asamblea, al tiempo que prometió restaurar la gobernabilidad democrática en Haití rápidamente. 
Henry destituyó a todos los miembros del Consejo Electoral Provisional, visto por muchos en el país como políticamente sesgado, el 27 de septiembre. Las elecciones fueron pospuestas indefinidamente y prometió nombrar un nuevo consejo electoral. Al día siguiente, Henry le dijo a Associated Press que planeaba realizar el referéndum constitucional en febrero de 2022 y esperaba celebrar las elecciones a principios de 2022. También afirmó que los migrantes haitianos recientemente expulsados de la frontera México-Estados Unidos serían asistidos por el gobierno para montar pequeños negocios, y criticó el trato que les da Estados Unidos. 
Henry nombró un nuevo gabinete ministerial el 24 de noviembre, que consta de ocho nuevos nombramientos. Un Consejo Nacional de Transición de 52 miembros fue nombrado el 12 de diciembre bajo el "Acuerdo de Montana", un acuerdo que compite contra el propio "Acuerdo del 11 de septiembre" de Henry, y tendrá la tarea de seleccionar un nuevo presidente y primer ministro hasta que se celebren las elecciones. retenida. 
El 1 de enero de 2022, se informó que Henry había sobrevivido a un intento de asesinato después de huir de Gonaïves durante un tiroteo entre sus fuerzas de seguridad y un grupo armado. El atentado contra su vida ocurrió afuera de la catedral en Gonaives, donde se estaba llevando a cabo una ceremonia para conmemorar el 218 aniversario de la independencia de Haití, el incidente resultó en una muerte y otros dos resultaron heridos. Henry acusó a los "bandidos" de intentar asesinarlo y afirmó que el estado nunca debería ceder ante sus demandas. 
Delegados de varios acuerdos, incluido el Acuerdo de Montana, eligieron a Fritz Jean como presidente interino de Haití el 17 de enero durante una cumbre unitaria. Sin embargo, Henry declaró en Twitter que el próximo presidente sería elegido por el pueblo haitiano, aparentemente rechazando los intentos de un gobierno de transición. Después de que los signatarios del Acuerdo de Montana eligieran a Jean como presidente interino y a Steven Benoît como primer ministro a finales de enero, Henry rechazó reconocerlo el 7 de febrero. También prometió anunciar pronto la fecha de las elecciones, mientras que sus opositores le exigieron que renuncie ya que ese día expiró formalmente el mandato legal del expresidente Jovenel Moïse que lo había designado. 
En una entrevista con el Miami Herald el 11 de febrero, Henry afirmó que estaba dispuesto a entregar a los sospechosos en el caso del asesinato de Moïse a los Estados Unidos, ya que apoyaba su investigación sobre la muerte del expresidente y creía que el Ministerio de Justicia y Asuntos Públicos La seguridad era débil. También afirmó que apoyaba la designación de un juez de otro país para supervisar el caso de forma independiente en Haití y que buscaría la asistencia de la Comunidad del Caribe para ello. 
Durante la reunión del 2 de junio del Comité de Eficacia de la Ayuda del Marco de Coordinación de la ayuda externa para el desarrollo de Haití, Henry afirmó que mejorar la situación de seguridad en el país era un requisito previo para la celebración de las elecciones.

#### Crisis política y renuncia
Henry viajó a Guyana el 25 de febrero de 2024 y días después a Kenia para firmar un acuerdo sobre el despliegue de 1.000 policías kenianos en Haití. Cuando intentó regresar a Haití, no pudo aterrizar porque las pandillas bloquearon el Aeropuerto Internacional Toussaint Louverture y liberaron a más de 4.000 reclusos. Henry permaneció fuera del país, firmando su renuncia en abril de 2024 desde Los Ángeles. El Ministro de Economía y Finanzas, Michel Patrick Boisvert, asumió el cargo de Primer Ministro en funciones el 25 de febrero, en su ausencia.
El 11 de marzo, Henry acordó dimitir como líder del país una vez que se formara un consejo presidencial de transición, tras una reunión en Jamaica con líderes de estados caribeños y el secretario de Estado estadounidense, Antony Blinken. El 13 de marzo, algunos partidos políticos dijeron que no participarían en el acuerdo. El consejo se formalizó el 12 de abril, y los miembros fueron nombrados el 16 de abril y tomaron juramento el 25 de abril cuando Henry presentó su renuncia en una carta firmada el 24 de abril en Los Ángeles. Mientras tanto, el gabinete saliente de Henry nombró a Boisvert primer ministro interino.